# 國營沖繩紀念公園
國營沖繩紀念公園（日语：こくえいおきなわきねんこうえん）是一個位於日本沖繩縣沖繩本島的國營公園，大致分為位於本部町的海洋博覧會地區和位於那霸市的首里城地區兩個地區，被選入日本都市公園100選。沖繩在舉辦沖繩國際海洋博覽會之後，博覽會用地改為現在的海洋博覽會紀念公園。1987年3月25日改為現名。

## 外部連結
- 国営沖縄記念公園　Official　Site（页面存档备份，存于）
- 内閣府沖縄総合事務局国営沖縄記念公園事務所
- 一般財団法人沖縄美ら島財団（页面存档备份，存于）